# アカシックリコード
『アカシックリコード』（Akashic Re:cords）は、スクウェア・エニックスより配信されていたスマートフォン用ゲームアプリ。サービス期間は2016年11月10日 - 2017年8月31日。基本プレイ無料（アイテム課金制）。

## 概要
原作に水野良を迎えた、スクウェア・エニックスとKADOKAWAの共同プロデュースによる完全新規IPのスマートフォン向けRPG。
「書物」と「召喚」をキーとした現代劇ファンタジー。水野執筆による小説版もリリースされた。
2017年8月31日15時をもってサービスを終了した。

## あらすじ
悪魔の書架の管理者である本の悪魔は、人類がこれまで生み出してきた物語を保管し、その物語の世界を見守ってきた。
だが、ある時紙魚という存在が物語に侵入し、改変して消滅させていった。
本の悪魔はそれに対抗すべく、才能を持った人間と契約を結び、紙魚の退治に向かわせた。
主人公は、その悪魔に見いだされ、失われた記憶を取り戻すために契約を結んだ。

## 登場人物
主人公
声 - 花江夏樹
プレイヤーキャラクターとなる少年。他のクリエイターと異なり、キャラクターを生み出す能力を持っていないが、全ての物語に共感できるという特性を本の悪魔に見出され、存在する全ての物語のキャラクターを召喚・使役することが可能である。
小説版では　片倉彰文（かたくら・あきふみ）という名前になっている。
甲斐 浩太郎（かい・こうたろう）
声 - 石川界人
主人公の同級生の少年。主人公とともに事件に巻き込まれた。ライトノベル系の作品を投稿している。代表作は『レディドラキュラ』。
鳳 かりん（おおとり・かりん）
声 - 上坂すみれ
「悪魔の書架」の乙女系作品のランキングトップの作家である少女。代表作は『白蘭の三銃士』。
渡 藤助（わたり・とうすけ）
声 - 杉田智和
ブログにてSF作品を批評している男性。悪魔の書架より紙魚との戦いを経て、「斉電大聖ゴクウ」が活躍する物語を創ることになる。
御崎 折鶴（みさき・おりづる）
声 - 桑原由気
女子中学生。ホラー系の短編作品を投稿している。
ジレル
声 - 小松未可子
モデル、コスプレイヤーとして活躍する少女。『不思議の国のクリーチャーハンター』の主人公「クリーチャーハンター有栖川」のファン。
陸原 智（りくはら・さとる）
声 - 櫻井孝宏
大学院で人工知能を研究している男性。悪魔の書架にAI作のミステリーを投稿している。
穂村 千尋（ほむら・ちひろ）
声 - 茅野愛衣
主人公の断片的な記憶に登場する少女。
本の悪魔
声 - 中田譲治 / イラスト - lack
投稿サイト「悪魔の書架」の管理人。顔は角の生えた仮面のようなものに覆われている。
才能あるものを「悪魔の書架」に呼び込み、契約により、紙魚と戦わせる。
有史以来、人間が作り出してきた知的創造物全てを管理していると語る。

### キャラクター
本項におけるキャラクターはクリエイターが召喚する存在を指す。
ライラ
声 - 加隈亜衣 / イラスト - 中原
主人公が悪魔の書架の中で最初に召喚した少女。記憶喪失で、何の物語のキャラクターか不明。悪魔のような角、羽、尻尾が生えている。
ゲーム中のメニュー画面で大きく映され、プレイヤーを案内する本作のメインキャラクター。
レディドラキュラ アーミリカ
声 - 五十嵐裕美 / イラスト - ぽんかん⑧
作品 - 吸血鬼ドラキュラ / ジャンル - ラノベ
甲斐浩太郎の著作『レディドラキュラ』のヒロインキャラクター。ストーリーでは浩太郎のパートナーとなる。
“白の銃士”ダルタニアン
声 - 河西健吾 / イラスト - 雪広うたこ
作品 - 三銃士 / ジャンル - 乙女
鳳かりんの著作『白蘭の三銃士』の主人公。ストーリーではかりんのパートナーとなる。
＜斉電大聖＞ゴクウ
声 - 花澤香菜 / イラスト -  ヤスダスズヒト
作品 - 西遊記 / ジャンル - SF
紙魚に侵され、斉天大聖ならぬ斉電大聖を名乗るSF作品となった孫悟空。女性。
後に渡藤助のパートナーとなる。
“悠月堂店主”カグヤ
声 - 下屋則子 / イラスト -  おぐち
作品 - 竹取物語 / ジャンル - ホラー
御崎折鶴が召喚したキャラクター。女性。「悠月堂怪奇譚」という作品の店主。
“クリーチャーハンター”有栖川
声 - 日笠陽子 / イラスト -  宮城
作品 - 不思議の国のアリス / ジャンル - ファンタジー
「不思議の国のクリーチャーハンター」の主人公。女性。
神秘蒐集者アルセーヌ・ルパン
声 - 大塚明夫 / イラスト -  toi8
作品 - アルセーヌ・ルパンシリーズ / ジャンル - ミステリー
作品世界を渡り歩くキャラクター。男性。クリエイターに召喚されたキャラクターではなく独自に動いている。
吸血鬼ドラキュラ<ミステリ>
声 - 五十嵐裕美 / イラスト - PiKa

吸血鬼ドラキュラ<ファンタジー>
声 - 大塚明夫 / イラスト - so-bin
アリス<ホラー>
声 - 花守ゆみり / イラスト-マルイノ
アリス<ファンタジー>
声 - 花守ゆみり / イラスト-木屋町
孫悟空<乙女>
声 - 松岡禎丞 / イラスト - 風李たゆ

## 用語
悪魔の書架
人類が生み出してきた物語を保管する場所で、表向きは小説投稿ウェブサイトということになっている。
クリエイター
紙魚を倒す存在。表向きはウェブサイト「悪魔の書架」の投稿者ということになっており、多くのクリエイターが自分の世界のキャラクターを召喚して紙魚を倒す戦法をとっている。
キャラクター
クリエイターが物語の作品から召喚する存在。ジャンルは<ラノベ><乙女><SF><ホラー><ミステリー><ファンタジー>の6種類に分類されており、クリエイターの解釈によって容姿や性能が著しく異なる。
紙魚
物語を食い荒らす謎の存在。紙魚による物語の侵食は段階的に進行する。最初は紙魚が物語の中に奇妙なモノとして発生し、しばらくすると物語の世界が改変され、侵食がさらに進むと物語の中の登場人物たちが物語を破たんさせるように動き出し、最後には物語そのものが消滅し、歴史上から抹消される。

## 主題歌
『CATCH ME』
- 歌：THE ORAL CIGARETTES

## ラジオ
『なつきゆうきのアカリコメンド！「アカシックリコード」』は、2016年10月1日より2017年4月1日まで文化放送『A&G TRIBAL RADIO エジソン』内にて土曜22時40分頃に放送されていた番組。パーソナリティは主人公役の花江夏樹と御崎折鶴役の桑原由気。

## 小説
本編
NOVEL 0のカクヨム公式アカウントにて2016年11月10日より2017年6月14日まで水野良による小説版が連載された。一部改稿した書籍版がNOVEL 0レーベルより2017年6月15日（ISBN 978-4-04-256038-8）に発売された。
イベントショートストーリー
NOVEL 0のカクヨム公式アカウントにて本編の連載とは別にゲームのイベントと連動したショートストーリーが藍藤遊、鰤／牙、フラッグノーツ（ライターチーム）、華南蓮、中村やにおらによる執筆で掲載された。
キャラクターファイル
NOVEL 0のカクヨム公式アカウントにて本編の連載とは別にキャラクターファイルがフラッグノーツ（ライターチーム）、華南蓮らによる執筆で掲載された。

## 漫画
4コマ漫画
『あかるっくいこぉず』は、2016年10月14日より公式サイトと公式Twitterアカウントにて不定期掲載された。作画はたかしろ。
漫画
『アカシックリコード くりえいたーず・さんでー 創造者の日曜日』は、2017年4月10日よりスクウェア・エニックスの漫画アプリのマンガUP!にて連載開始された。作画はいぬやまりこ。ゲーム配信終了後の同年9月2日まで連載された。